# HD 74156
HD 74156 je rumena pritlikavka (spektralni tip G0V) v ozvezdju Vodne kače, ki je od nas oddaljena 210 svetlobnih let. Znana je po svojih dveh orjaških planetih.

## Zvezda
Zvezda je za 24 % masivnejša in 64 % večja od našega Sonca. Skupna svetilnost je 2,96-kratna našega Sonca, njena temperatura pa je 5960 K. Starost zvezde je ocenjena na okoli 3,7 milijard let s kovinskostjo okoli 1,35-kratne našega Sonca na podlagi pogostosti železa.

## Planetarni sistem
Aprila 2001 so objavili, da so odkrili dva orjaška planeta, ki krožita okoli zvezde. Prvi planet HD 74156 b kroži okoli zvezde na razdalji, ki je manjša od Merkurjeve do Sonca v izjemno izsredni tirnici. Drugi planet HD 74156 c je dolgoperiodični, masivni planet (najmanj 8 Jupitrovih mas), ki kroži okoli zvezde v eliptični tirnici z veliko polosjo veliko 3,90 astronomskih enot.
| Spremljevalke (v vrstnem redu od zvezde) | masa            | glavna polos (a.e.) | orbitalna perioda (dni) | izsrednost    | naklon | polmer |
| ---------------------------------------- | --------------- | ------------------- | ----------------------- | ------------- | ------ | ------ |
| b                                        | >1,778±0,020 MJ | 0,2916±0,0033       | 51,6385±0,0015          | 0,6380±0,0061 | —      | —      |
| c                                        | >7,997±0,095 MJ | 3,820±0,044         | 2448,9±5,5              | 0,3829±0,0080 | —      | —      |

### Ugibanja o tretjem planetu
Če imamo podani konfiguraciji dveh planetov v sistemu pod predpostavko, da sta tirnici koplanarni in imata masi enaki svojima minimalnima masama, potem bi bil planet mase Saturna stabilen v območju od 0,9 do 1,4 AU med tirnicama dveh znanih planetov. Hipoteza "polnih planetarnih sistemov", ki napoveduje, da se planetarni sistemi oblikujejo tako, da sistem ne bi mogel sprejeti niti enega planeta več med tirnicami obstoječih, pravi, da bi lahko ločnica gostila še en planet.
Septembra 2007 so objavili, da okoli zvezde med planetoma b in c z izsredno tirnico kroži tretji planet z najmanj 0,396 Jupitrove mase. Planet, ki kroži na področju planetarnega sistema, ki je bilo znano kot stabilno za dodatne planete, je izgledal kot potrditev hipoteze "polnih planetarnih sistemov". Toda Roman V. Baluev je vrgel dvom na odkritje, saj bi bili lahko opazovalni podatki posledica letnih napak. Dodatno iskanje z uporabo teleskopa Hobby-Eberly ni moglo opaziti planeta, ostali podatki, ki jih je pridobil instrument HIRES pa tudi zelo nasprotujejo obstoju.